# Bakugan Armored Alliance
Bakugan Battle Planet
Bakugan: Armored Alliance (爆丸アーマードアライアンス, Bakugan Āmādo Araiansu) est la deuxième saison de la série télévisée d'animation japonaise Bakugan: Battle Planet. Comme la première saison, Armored Alliance est dirigée par Kazuya Ichikawa pour TMS Entertainment, Nelvana Enterprises et Spin Master Entertainment. Elle a été officiellement annoncée le 15 octobre 2019 et comprend 104 épisodes de onze minutes.
La saison a débuté au Canada sur Télétoon le 16 février 2020 et a ensuite été rediffusée sur YTV à partir du 6 mars 2020. Cartoon Network a commencé à diffuser l'émission aux États-Unis le 1er mars 2020, avec des épisodes rendus disponibles via ses plates-formes de vidéo à la demande avant leur diffusion linéaire. Au Japon, Armored Alliance a commencé à diffuser sur Amazon Prime Video, YouTube et un certain nombre d'autres services à partir du 3 avril 2020. L'émission a fait ses débuts au Royaume-Uni le 1er septembre 2020 sur POP.
Une troisième saison intitulée Bakugan: Geogan Rising, composée de 52 épisodes de onze minutes, est diffusée entre janvier et septembre 2021, suivi d'une quatrième saison intitulée Bakugan: Evolutions, également composée de 52 épisodes de onze minutes, diffusée depuis avril 2022.

## Diffusion
| Saison | Épisodes | Pays       | Chaîne            | Première diffusion | Dernière diffusion |
| ------ | -------- | ---------- | ----------------- | ------------------ | ------------------ |
| 2      | 52       | Canada     | Teletoon/Télétoon | 16 février 2020    | 3 janvier 2021     |
| 2      | 52       | États-Unis | Cartoon Network   | 1er mars 2020      | 21 mars 2021       |

## Distribution

### Voix originales
- Jonah Winerberg : Dan Kouzo
- Deven Mack : Wynton Styles
- Margarita Valderrama : Lia Venegas
- Jamie Joe Gonzaga : Shun Kazami
- Will Bowes : Lightning et Benton Dusk
- Sharjil Rasool : Ajit
- Julius Cho : Magnus Black

### Voix francophones
- Nicolas Poulin : Dan Kouzo
- Alexandre L'Heureux : Wynton Styles
- Genevieve Bedard : Lia Venegas
- Gabriel Lessard : Shun Kazami
- Philippe Martin : Lightning
- Maël Davan-Soulas : Ajit